# Scherbda
Scherbda ist ein Stadtteil der Stadt Amt Creuzburg im Wartburgkreis in Thüringen. Die ehemals selbständige Gemeinde war seit 1994 ein Stadtteil von Creuzburg.

## Lage
Scherbda liegt etwa fünf Kilometer nördlich von Creuzburg auf einer Hochebene. Die geographische Höhe des Ortes beträgt 350 m ü. NN.
| Treffurt                              | Falken                                      | Probsteizella                  |
| Schnellmannshausen                    | Kompassrose, die auf Nachbargemeinden zeigt | Ebenshausen, Frankenroda       |
| Hattengehau, Schrapfendorf, Volteroda | Creuzburg                                   | Mihla, Buchenau, Freitagszella |

## Geschichte
Die früheste erhaltene Erwähnung Scherbdas stammt vom 10. Juli 1229. Die Originalurkunde ist erhalten geblieben und liegt im Staatsarchiv Marburg. Um 1249 wird der Ort nochmals als Scerbede erwähnt. Etwa 500 Meter nördlich der Ortslage trifft man auf die Flur Hinterscherbda, der ursprüngliche Siedlungsplatz des Dorfes; er soll wegen seiner ungünstigen Wasserversorgung aufgegeben worden sein. Der Ortsname Scherbda leitet sich von einem Bodenmerkmal ab. Der lehmige, stark kalkhaltige Ackerboden trocknet in der Sonne rasch aus und bildet scherbenartige Plattenstückchen. Ebenso plausibel wäre die Herleitung von dem Adelsgeschlecht Scherf, Vertreter dieser Familiensippe waren Burgmannen in Treffurt und auf der Burg Creuzburg. Daher vermischen sich in Creuzburger Urkunden oft die Orts- und Personennamen Scherf, Scherne, Scirbede.
Der Ort Scherbda gehörte zunächst zum Lehen der landgräflichen Burgmannen von Creuzburg, die im Ort auch als Gerichtsherren auftraten (Amt Creuzburg). Ihren Besitz übernahm schon im 16. Jahrhundert ein Zweig der Familie von Wangenheim. Das neben der Scherbdaer Kirche befindliche Gut wird auch als Wangenheimer Schloss bezeichnet. Von der burgartigen Anlage mit Resten eines steinernen Wehrturmes berichten ältere Ortsbeschreibungen.
1871 hatte der Ort, dem auch die Wüstung Hinterscherbda angehörte, 445 Einwohner.
Scherbda besitzt keinen für den Mühlenbetrieb geeigneten Wasserlauf. 1850 versuchte ein Bauer tagelang vergeblich, sein Getreide in umliegenden Orten mahlen zu lassen, denn es herrschte große Trockenheit. Schließlich fand er im hessischen Netra einen Windmüller und überredete diesen nach Scherbda umzuziehen; so bekam Scherbda eine Windmühle. 
In den Jahren 1941 bis 1945 war im Ort das Kriegsgefangen-Arbeitskommando 118B mit serbischen Kriegsgefangenen stationiert. Die Kriegsgefangenen hatten die Arbeit der an der Front kämpfenden Scherbdaer Männer zu übernehmen. Nach dem Krieg waren es mit den Aussiedlern und Flüchtlingen 600 Einwohner. 1994 wurde Scherbda nach Creuzburg eingemeindet.

## Kultur und Sehenswürdigkeiten

### Kirche

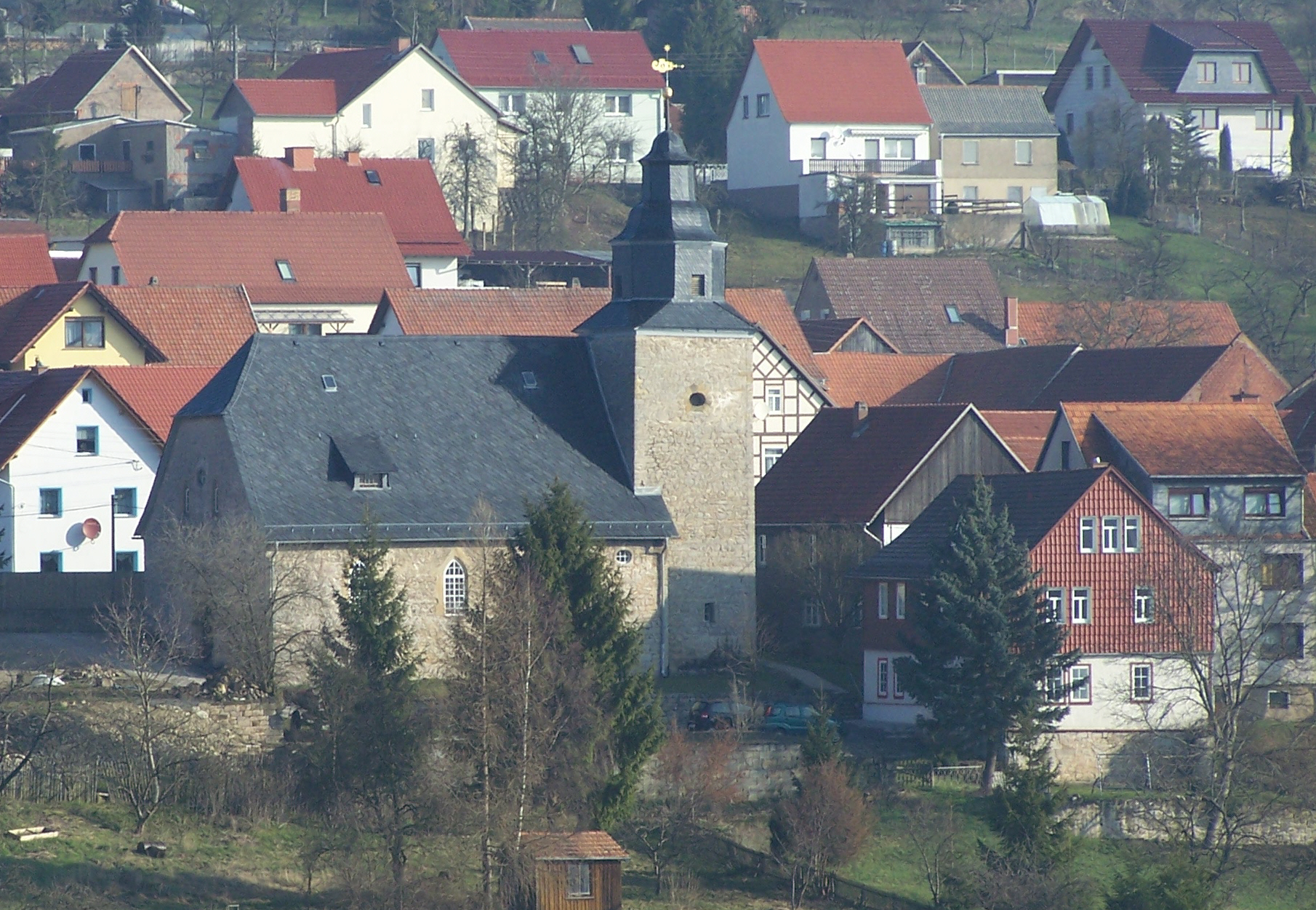
Das historische Ortszentrum mit Kirche

Das erste Gotteshaus von Scherbda wurde wahrscheinlich schon im 15. Jahrhundert erbaut. Den Grundstein für die heute vorhandene Kirche legte Gideon von Wangenheim am 22. Mai 1671. Der ortsbildprägende Baukörper erhielt ein Schieferdach, das in zwei Schritten (1962 und 1971) durch ein Ziegeldach ersetzt wurde. Jetzt besitzt die Kirche nach einer erneuten Restaurierung wieder ihr vertrautes Schieferdach. Der Turm erhebt sich auf der Ostseite des Gebäudes, er ist massiv und trägt eine achtseitige mit  Schiefer gedeckte Schweifkuppel.

### Dorfanger
In der Ortslage befindet sich der Scherbdaer Dorfanger. Von Südwesten erfolgt der Hauptzugang über eine kleine Treppenanlage zum alten Gerichts- und Versammlungsplatz. Ein weiterer, ebenerdiger Zugang erfolgte von Norden. Je zwei Steinsäulen flankieren diese Zugänge. Die Anlage wird von einer Ringmauer eingerahmt. Drei alte Linden erheben sich im Zentrum des kreisförmigen Platzes und spenden Schatten. Sie umgeben den Gerichtsort, dieser besteht aus einem Steintisch und den dazugehörigen Steinbänke. Eine Prangersäule ist nicht mehr vorhanden. Heute hat der Platz seinen einstigen Schrecken verloren und dient als Versammlungsort und Treffpunkt.

### Naturdenkmal Stadtbergbuche
Die Stadtbergbuche, auch Blutbuche genannt, ist eine ca. 200 bis 250 Jahre alte Rotbuche, die seit 1966 als Naturdenkmal ausgewiesen ist. Der Legende nach soll an dieser Stelle der Verwalter des Gutes Scherbda einen Leibeigenen erschlagen haben, dessen Vater die Buche dem Opfer zum Gedenken pflanzte.

### Weitere Sehenswürdigkeiten
- Am alten Fahrweg nach Creuzburg trifft man auf eine Gruppe von bronzezeitlichen Hügelgräbern.
- Ein Aussichtsturm auf dem höchsten Punkt der Gemarkung ermöglicht einen Panoramablick.

### Regelmäßige Veranstaltungen
- Mit dem Bockwurstlauf haben Scherbdaer Jugendliche eine sportliche Traditionsveranstaltung begründet.[5][6]

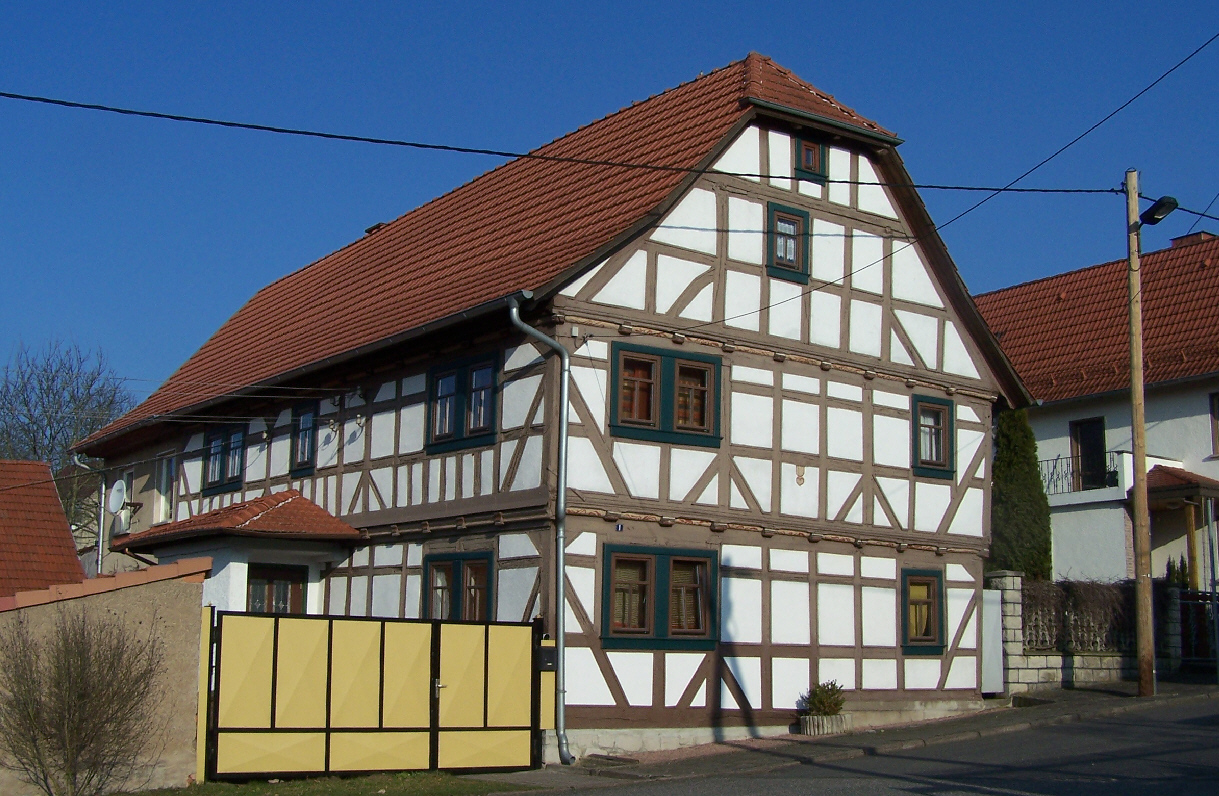
Fachwerkhäuser prägen das Ortsbild
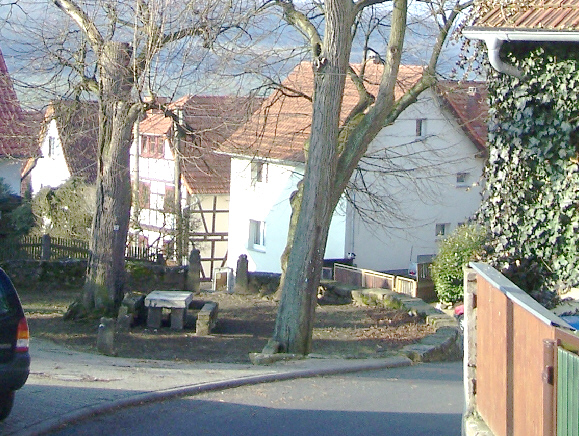
Am Dorfanger
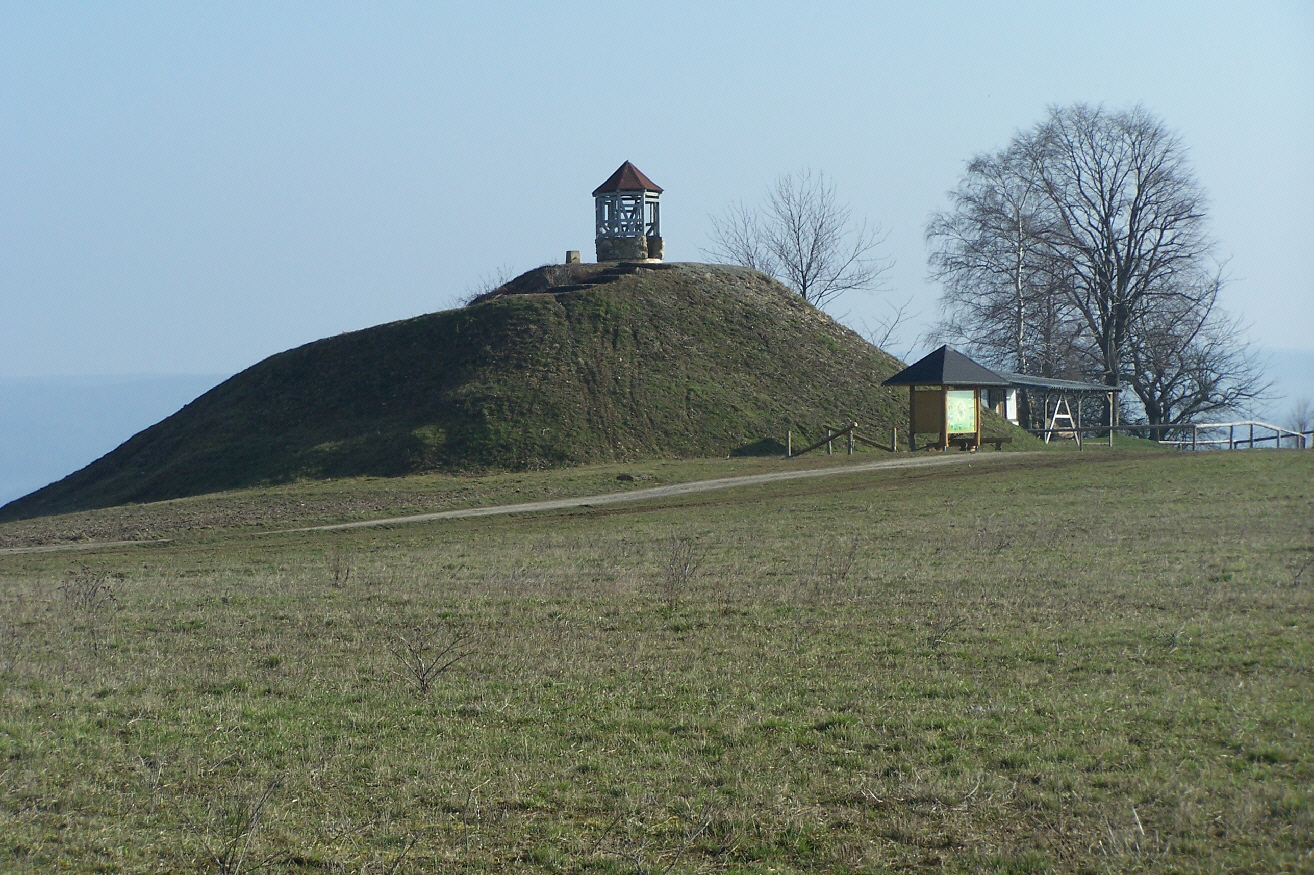
Der „Aussichtsturm“
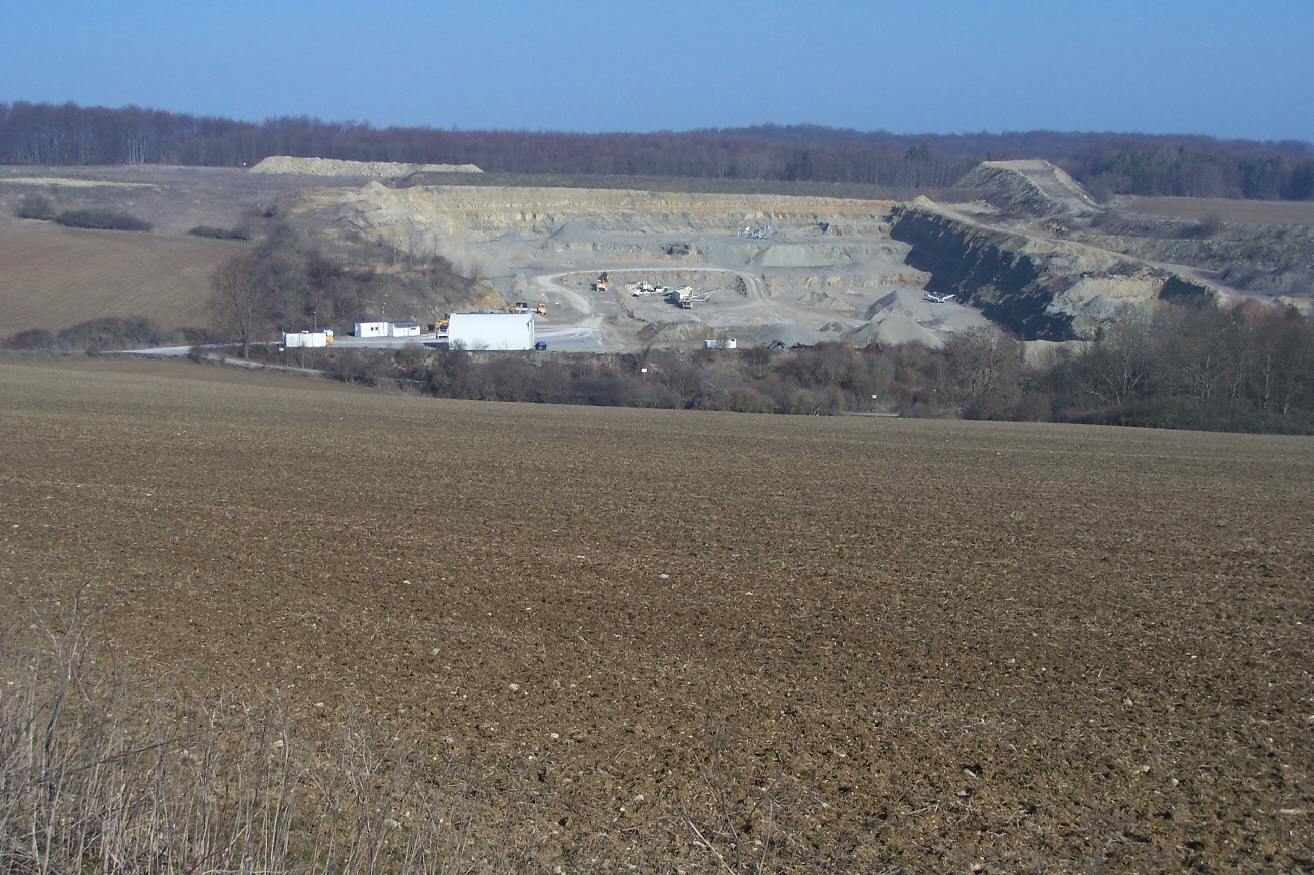
Am Steinbruch (Lage→)
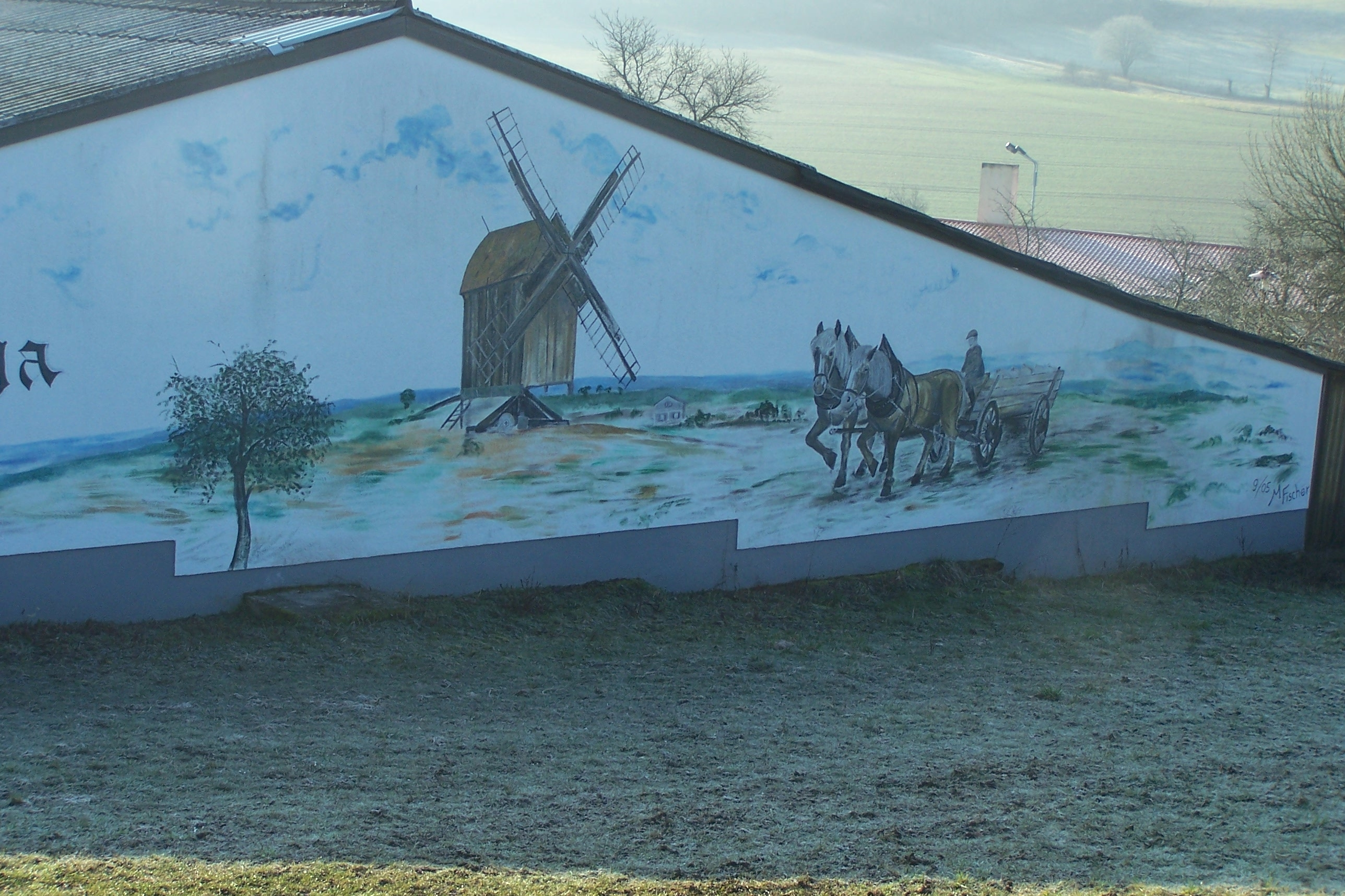
Darstellung der Scherbdaer Windmühle an einer Hausfassade

## Persönlichkeiten mit Bezug zu Scherbda
- Johann Christoph Rasche (* 21. Oktober 1733 in Scherbda; † 21. April 1805 in Untermaßfeld), Numismatiker, Theologe und Schriftsteller
- Arno Bähr (* 1910 in Scherbda), LDPD-Politiker, MdV
- Alexander Rödiger (* 1985 in Eisenach), Bobfahrer, Medaillengewinner bei den Olympischen Winterspielen 2010 und 2018, lebt in Scherbda.